# 萊赫柳鄉
44°28′N 26°49′E / 44.467°N 26.817°E
萊赫柳鄉（羅馬尼亞語：Comuna Lehliu, Călărași），是羅馬尼亞的鄉份，位於該國南部，由克勒拉希縣負責管轄，面積57平方公里，海拔高度58米，2007年人口2,848，人口密度每平方公里50人。